# Списак индијских острва
Ово је делимична листа острва Индије . У Индији постоји укупно 1.208 острва (укључујући и ненасељена).

## Андамани и Никобари
Острва Андамани и Никобари су група од 572 острва Бенгалског и Андаманског мора.

### Андаманска острва
Велика Андаманска острва
- Северно Андаманско острво
  - Цлеугх Пассаге Гроуп
    - Острво копна
    - Источно острво
    - Западно острво

  - Аериал Баи Исландс
    - Смитх Исланд
    - Острво Поцоцк
    - Татле Исланд

  - Стеварт Соунд Гроуп
    - Соунд Исланд
    - Мочварно острво
    - Острво Стеварт
    - Острво Цурлев
    - Острво Авес
    - Острво Карло

  - Интервју група
    - Интервју острво
    - Острво Андерсон
    - Острво Мурга
    - Острво Јужни гребен
    - Острво Беннетт

  - Средње Андаманско острво
  - Острво Баратанг
  - Еаст Баратанг Гроуп
    - Лонг Исланд
    - Острво Страит
    - Острво Северни пролаз
    - Острво Цолеброоке
    - Острво Порлоб

  - Вест Баратанг Гроуп
    - Блуфф Исланд
    - Спике Исланд
    - Острво Талакаицха
    - Острво Бонинг
    - Острво Белле

  - Јужно Андаманско острво
  - Острва Напиер Баи
    - Јамес Исланд
    - Кид Исланд
    - Порт Меадовс Исле

  - Острва одбране
    - Острво одбране
    - Цлиде Исланд

  - Острва Порт Блер
    - Острво Цхатхам
    - Острво Гарацхарма
    - Росс Исланд
    - Снаке Исланд
    - Острво Випер

  - Рутланд Арцхипелаго
    - Острво Рутланд
    - Пассаге Исланд
    - Острва Цинкуе
      - Северно острво Цинкуе
      - Јужно острво Цинкуе

    - Лавиринт острва
      - Острво Тармугли
      - Острва близанци

    - Сестре
      - Источно сестринско острво
      - Острво Западна сестра
- Мала Андаманска група
  - Мало острво Андаман
  - Браћа
    - Острво Северни Брат
    - Острво Јужни Брат
- Ритцхие'с Арцхипелаго
  - Острво Хавелоцк
  - Острво Хенри Лавренце
  - Острво Јохн Лавренце
  - Острво Сир Виллиам Пеел
  - Острво Вилсон
  - Острво Оутрам
  - Острво Неилл
  - Острво Ницхолсон
  - Острво ружа
  - Буттон Исландс
    - Острво Нортх Буттон
    - Острво Средње дугме
    - Острво Соутх Буттон
- Источна вулканска острва
  - Јалово острво
  - Острво Наркондам
- Сентинел Исландс
  - Северно острво Сентинел
  - Јужно острво Сентинел

### Никобарска острва
- Северноникобарска група
  - Цар Ницобар
  - Острво Баттималв
- Централна Ницобар група
  - Цховра, Цхаура или Саненио
  - Тересса или Луроо
  - Бомпука или Поахат
  - Катцхал
  - Цаморта
  - Нанцоври или Нанцоврие
  - Тринкет
  - Лаоук или "Острво Ман"
  - Тиллангцхонг
- Јужнобикарска група (Самбелонг)
  - Велики Никобар
  - Мали Никобар
  - Острво Кондул
  - Пуло Мило или Пилломило (острво Мило)
  - Мерое
  - Тарк
  - Треис
  - Менцхал
  - Кабра
  - Голуб
  - Мегапод

## Андхра Прадесх
- Острво Бхавани
- Дивисеема
- Конасеема
- Надати се
- Ируккам
- Срихарикота
- Венаду

## Асам
- Острво Дибру Саикхова
- Острво Маџули
- Острво Умананда

## Бихар
Острво Рагхопур Дииара

## Даман и Диу
Острво Диу

## Гоа
- Илха де Ањедива
- Илха де Цхорао
- Илха де Цумбарјуа
- Острво Дивар
- Илха Сао Јацинто
- Острво Свети Естевам
- Острво Тисвади
- Острво Ванким
- Илха Гранде
- Илха Пекуено

## Гујарат
- Бет Дварка
- Острво Гангто Бет
- Острва залива Кутцх
- Острва делте источног Инда
- Кабирвад
- Острво Кхадир Бет
- Острво Кутцх
- Острво Нанда Бет
- Острво Пирам
- Острво Пиротан
- Острво Схииалбет

## Џаму и Кашмир
- Цхар Цхинар (Ропа Ланк)
- Заинул Ланк

## Карнатака
- Острва Свете Марије
- Острво Басаварај Дурга
- Острво Курумгад
- Острво Нетрани
- Нисаргадхама
- Павоор Улииа
- Срирангапатна
- Уппинакудру

## Керала
- Цхавара Тхеккумбхагом
- Острво Дхармадам
- Едаиилаккад
- Езхумантхурутху
- Острво Гунду
- Острва Кавваии
- Котхад
- Курувадвееп
- Моолампилли Исланд
- Острво Мунрое
- Недунгад
- Панангад, Кочи
- Парумала
- Патхираманал
- Пизхала
- Пооцхаккал
- Пулинкунноо
- Рамантхурутх
- Острво Сатхар
- Валларпадам
- Вендурутхи
- Випин
- Острво Виллингдон

## Лакадиви
Лакадиви је архипелаг од дванаест атола, три гребена и пет потопљених обала, са укупно око тридесет девет острва и острваца.

### Аминидиви острва
- Острво Амини
- Острво Битра
- Бирамгоре
- Острво Цхетлат
- Цхербаниани
- Острво Кадмат
- Острво Килтан
- Перумал Пар

### Лацкадиве Исландс
- Острво Агатти
- Андротх Исланд
- Острво Бангарам
- Острво Калпени
- Острво Каваратти
- Острво Питти
- Сухели Пар
- Острво Калпатти

### Острво Миницои
- Острво Миницои
- Острво Вирингили

## Мадхиа Прадесх
Острво Мандхата

## Махарасхтра
- Острво Амбу
- Месарско острво
- Цросс Исланд
- Острво Елепханта
- Говалкот
- Острво Хог, Мумбаи
- Острво Кхандери
- Мадх Исланд
- Острво Марве
- Острво Миддле Гроунд
- Муруд-Јањира
- Оистер Роцк
- Острво Пању
- Острво Салсетте
- Острво Синои Хилл
- Острво Суварнадург
- Острво Ундери
- Острво Јешвангад

### Седам острва Бомбај
- Острво Бомбај
- Острво Колаба
- Острво старе жене
- Острво Махим
- Острво Мазагаон
- Острво Парел
- Острво Ворли

## Манипур
- Острво Кеибул Ламјао
- Плутајућа острва (Пхумди)

## Мегхалаиа
Острво реке Нонгхнум

## Одисха
- Острво Абдул Калам (острво Вхеелер)
- Сточно острво
- Хукитола
- Острво Калијаи
- Каника Сандс
- Острво Налбана
- Острво Парикуд

## Тамил Наду
- Острво Харе (Муиал Тхееву)
- Острво Крусадаи
- Наллатханни Тхееву
- Острво Памбан
- Острво Пулливасал
- Острво Срирангам
- Острво Уппутанни
- Роцк Вивекананда
- Острво Куиббле
- Катцхатхееву (спорно)
- Острво Каттупалли
- Острво, Цхеннаи

## Западни Бенгал
Острво Бхутни

### Сундарбанс
- Острво Баккхали
- Острво Бхангдуни (Боб)
- Острво Далхоусие
- Острво Гхорамара
- Острво Госаба
- Острво Халидаи
- Острво Хенри
- Јамбудвип
- Какдвип
- Острво Лохацхара
- Лотхиан Исланд
- Марицхјханпи
- Острво Моусуни
- Острво Намкхана
- Острво Наиацхар
- Острво Нев Мооре
- Острво Патхарпратима
- Острво Сагар
- Острво Тин Кона